# Teoria de investigação bayesiana
A teoria da investigação bayesiana consiste na aplicação da estatística bayesiana à busca de objetos perdidos. Tem sido usada repetidas vezes para encontrar embarcações marítimas perdidas, como o USS Scorpion. Também desempenhou um papel importante na recuperação das caixas-pretas no desastre do voo 447 da Air France em 2009. Foi usada na tentativa de encontrar os destroços do avião do voo 370 da Malaysia Airlines.

## Procedimento
O procedimento usual é como se segue:
1. Formula-se o maior número de hipóteses razoáveis possível sobre o que pode ter acontecido com o objeto.
2. Para cada hipótese, constrói-se uma função densidade de probabilidade para a localização do objeto.
3. Constrói-se uma função que dá a probabilidade de realmente encontrar um objeto no local {\displaystyle X} quando se busca lá, se ele realmente estiver no local {\displaystyle X}. Em uma busca no oceano, isto é geralmente uma função da profundidade das águas — em partes rasas, as chances de encontrar um objeto são boas se a busca estiver no lugar certo. Em partes profundas, as chances são reduzidas.
4. Combina-se a informação acima coerentemente para produzir uma mapa geral de densidade de probabilidade. Geralmente, isto significa simplesmente multiplicar as duas funções juntas. Isto dá a probabilidade de encontrar o objeto ao procurar no local {\displaystyle X} para todos os locais possíveis {\displaystyle X}. Isto pode ser visualizado como um mapa de contorno de probabilidade.
5. Constrói-se um caminho de busca que começa no ponto de maior probabilidade e examina as áreas de probabilidade alta, em seguida, áreas de probabilidade média e, por fim, áreas de probabilidade baixa.
6. Revisam-se todas as probabilidades continuamente durante a investigação. Por exemplo, se as hipóteses para o local {\displaystyle X} implicarem a provável desintegração do objeto e a investigação no local {\displaystyle X} não tiver encontrado nenhum fragmento, então, a probabilidade de que o objeto esteja em algum lugar ao redor é grandemente reduzida (ainda que geralmente não a zero), enquanto as probabilidades de que esteja em outros lugares são correspondentemente elevadas. O processo de revisão é feito aplicando o teorema de Bayes.[4]

Em suma, busca-se primeiro onde há a maior probabilidade de que o objeto seja encontrado. Depois busca-se onde há menor probabilidade de achar o objeto e, posteriormente, onde a probabilidade é ainda menor (mas onde ainda é possível encontrar o objeto devido a limitações de combustível, amplitude, correntes marítimas, por exemplo), até se extinguirem as esperanças de achar o objeto a um custo razoável.
As vantagens do método bayesiano são que 1) todas as informações disponíveis são usadas coerentemente (isto é, em uma maneira "à prova de furo") e 2) o método automaticamente produz estimativas do custo para uma dada probabilidade de sucesso. Em outras palavras, mesmo antes do começo das buscas, pode-se dizer, hipoteticamente, "há uma chance de 65% de encontrar o objeto em uma busca de 5 dias. A probabilidade aumentará para 90% depois de uma busca de 10 dias e para 97% depois de uma busca de 15 dias" ou uma afirmação semelhante. Assim, a viabilidade econômica da busca pode ser estimada antes de comprometer recursos com a busca.
Além do USS Scorpion, outras embarcações localizadas pela teoria da investigação bayesiana incluem o MV Derbyshire, a maior embarcação britânica já perdida no mar, e o SS Central America. Também mostrou-se bem sucedida na busca de uma bomba de hidrogênio perdida na sequência do incidente de Palomares e na recuperação do avião do voo Air France 447 no Oceano Atlântico.
A teoria da investigação bayesiana foi incorporada ao software de planejamento de missão CASP (Computer Assisted Search Program ou Programa de Busca Assistida por Computador) usado pela Guarda Costeira dos Estados Unidos para busca e salvamento. Este programa foi posteriormente adaptado para busca em terra ao adicionar fatores de cobertura de terreno e solo para uso pela Força Aérea dos Estados Unidos e pela Patrulha Aérea Civil dos Estados Unidos.

## Formulação matemática
Suponha que uma área quadrada tem uma probabilidade {\displaystyle p} de conter os destroços e que a probabilidade de detectar com sucesso os destroços se eles estiverem lá é {\displaystyle q}. Se o quadrado for examinado e nenhum destroço for encontrado, então, pelo teorema de Bayes, a probabilidade revisada de que os destroços estejam na quadrado é dada por:
{\displaystyle p'={\frac {p(1-q)}{(1-p)+p(1-q)}}=p{\frac {1-q}{1-pq}}<p.}
Para cada outra área quadrada, se sua probabilidade a priori for {\displaystyle r}, sua probabilidade a posteriori é dada por:
{\displaystyle r'=r{\frac {1}{1-pq}}>r.}

## Busca em caixas
Assuma que um objeto estacionário está escondido em uma de {\displaystyle n} caixas. Para cada caixa {\displaystyle i}, há três parâmetros conhecidos: o custo de uma única busca no local {\displaystyle i}, {\displaystyle c_{i}}; a probabilidade de encontrar o objeto por uma única busca no local {\displaystyle i} se ele estiver neste local, {\displaystyle a_{i}}; e a probabilidade que o objeto esteja no local {\displaystyle i}, {\displaystyle p_{i}}. Um investigador procura o objeto. Ele sabe as probabilidades a priori desde o começo e atualiza estas probabilidades pela lei de Bayes a cada tentativa (sem sucesso). O problema de encontrar o objeto ao mínimo custo esperado é um problema clássico resolvido pelo matemático norte-americano David Blackwell. Surpreendentemente, a política ótima é fácil de descrever: a cada estágio, procura-se no local que maximiza {\displaystyle {\frac {p_{i}a_{i}}{c_{i}}}}. Isto é na verdade um caso especial do índice de Gittins.

## USSScorpion
Em maio de 1968, o submarino nuclear da Marinha dos Estados Unidos USS Scorpion não chegou como esperado em seu porto de origem em Norfolk, Virgínia. Os oficiais do comando da Marinha dos Estados Unidos estavam quase convencidos de que a embarcação havia sido perdida na Costa Leste, mas uma busca extensiva lá não conseguiu encontrar os destroços do Scorpion.
Então, o especialista em águas profundas da Marinha norte-americana John P. Craven sugeriu que o Scorpion poderia ter afundado em outro lugar. Craven organizou uma busca a sudoeste dos Açores baseado em uma controversa triangulação aproximada por hidrofones. Craven teve direito a apenas um navio, o USNS Mizar, e recebeu orientações de uma empresa de matemáticos consultores a fim de maximizar seus recursos. Uma metodologia de investigação bayesiana foi adotada. Comandantes de submarino experientes foram entrevistados a fim de construir hipóteses sobre o que poderia ter causado a perda do Scorpion.
O espaço do mar foi dividido em áreas quadradas e uma probabilidade foi atribuída a cada quadrado, sob cada uma das hipóteses, para dar um número de quadrados de probabilidade, um para cada hipótese. Estes foram justapostos para produzir um mapa geral de probabilidade. A probabilidade atribuída a cada quadrado era então a probabilidade de que os destroços estivessem naquele quadrado. Um segundo mapa foi construído com as probabilidades que representavam a probabilidade de encontrar com sucesso os destroços se aquele quadrado fosse examinado e se os destroços estivessem realmente lá. Esta era uma função conhecida da profundidade da água. O resultado de combinar este mapa com o mapa anterior foi um mapa que dava a probabilidade de encontrar os destroços em cada área quadrada do mar que fosse examinada.
No fim de outubro de 1968, o navio de pesquisa oceanográfica da Marinha norte-americana Mizar encontrou pedaços do casco do Scorpion no fundo a mar a cerca de 740 quilômetros a sudoeste dos açores e a mais de 3 mil metros de profundidade. Isto aconteceu depois que a Marinha divulgou fitas de áudio de seu sistema de escuta submarina SOSUS (Sound Surveillance System ou Sistema de Vigilância Sonora), que continha sons da destruição do Scorpion. Subsequentemente, a corte de inquérito se reuniu novamente e outras embarcações, incluindo o batiscafo Trieste II, foram despachadas à cena, coletando muitas imagens e outros dados.
Embora Craven tenha recebido muito crédito por ter localizado os escombros do Scorpion, Gordon Hamilton, um especialista em acústica pioneiro no uso de hidroacústica para localizar com precisão pontos de queda de mísseis Polaris, foi fundamental para definir uma "caixa de busca" compacta na qual os destroços foram finalmente encontrados. Hamilton estabeleceu uma estação de escuta nas Ilhas Canárias que obteve um sinal claro do que alguns cientistas acreditavam ser o ruído do casco da embarcação implodindo conforme o submarino ultrapassava a profundidade de queda. A bordo do Mizar, um cientista do Laboratório de Pesquisa Naval dos Estados Unidos chamado Chester "Buck" Buchanan, usando uma câmera em um trenó que ele mesmo desenhou, finalmente encontrou o Scorpion. O trenó, fabricado por J. L. "Jac" Hamm, da Divisão de Serviços de Engenharia do Laboratório de Pesquisa Naval, está abrigado no Museu Nacional da Marinha dos Estados Unidos. Buchanan havia encontrado o casco destroçado do USS Thresher em 1964 usando esta técnica.